# Budzimir
Budzimir – imię męskie utworzone na wzór staropolskich, nienotowane w dawnych dokumentach.
Budzimir imieniny obchodzi 16 marca i 16 czerwca.